# Рагамаффин
Рагамаффин (англ. Ragamuffin cat, часто пишется RagaMuffin, в переводе означает "оборванец") — порода домашних кошек, полученная скрещиванием кошек породы рэгдолл с беспородными кошками для получения более разнообразных окрасов. Порода признана фелинологическими федерациями CFA, ACFA. Также недавно порода получила признание  Международной фелинологической федерации WCF.

## Внешность и стандарт породы
Согласно описанию породы, рагамаффин это кошка, обладающая большими выразительными глазами, телом средней длины, крепким и полным костяком. Вес достигает 9 кг. Как правило, половой диморфизм значительно выражен, кошки заметно мельче котов, но при этом и те, и другие обладают мускулистым тяжёлым телом с жировой складкой на животе.

### Стандарт породы Рагамаффин по версии федерации WCF[1]
Рагамаффин федерацией WCF относится к полудлинношёрстным породам.
Тело имеет очень массивный костяк, с широкой грудной клеткой и мощными плечами и тазом. Спина широкая, имеет хорошо выраженные мускулы. Кошка прямоугольного формата, коренастая. На животе имеется ярко выраженный жировой мешок.
Конечности сильные, плотные, при этом задние чуть длиннее передних, лапы плотно собранные, округлые, с пучками волос на нижней стороне лап и между пальцами. 
Хвост средней длины, толстый у основания и слегка сужающийся к тупому кончику, покрыт плотной и длинной шерстью по типу плюмажа.
Голова имеет форму тупого широкого клина с округлыми формами и средний размер. Скулы и подушечки усов хорошо выражены. Слегка округлый лоб перетекает 
вместе со слегка изогнутым профилем в широкий прямой нос. Подбородок округлый и широкий, но не производит впечатления тяжёлого. Шея короткая, тяжёлая и сильная, выражен украшающий волос.
Уши среднего размера и округлые, прикрыты пучками защищающей ушной проход шерсти. Расположены под небольшим углом по бокам головы на большом расстоянии и слегка наклонены вперёд. 
Глаза большие, в форме лесного ореха, выразительные, широко посажены.
Цвет глаз - зеленый, золотисто-зеленый, бронзовый, аквамариновый, голубой, допустима гетерохромия в любых сочетаниях.
Цвет глаз при этом независимо от окраса желателен яркий, как можно более насыщенный.
Шерсть от среднего до длинного, очень плотный. Текстура шерсти гладкая и шелковистая. Вокруг шеи и внешних краев морды немного длиннее, образует подобие гривы. Верхний слой и подшёрсток имеют почти одинаковую длину и одинаковую текстуру. Сильно развит украшающий волос на задних лапах.
В породе допустимы все классические окрасы, кроме корицы и палевого, а также колор-поинтовых окрасов. В любом окрасе допустимо любое количество белого. Цвет кожи носа и подушечек лап соответствует цвету шерсти. 

#### Недостатки, ведущие к дисквалификации
Слишком легкий или слишком растянутый корпус, непропорциональное сложение. Длинные лапы.
Слишком короткая или волнистая шерсть.
Короткий или узловатый хвост.
Лёгкая голова без выраженных щёк и скул.
Горбатый "римский " нос или плоский (по типу перса) нос.
Слишком маленькие или заострённые уши
Косоглазие

#### Особенности породных признаков
Жировая складка в нижней части живота у молодых кошек не выражена. Коты этой породы полностью формируются в среднем  к 2-м годам.
У кошек менее развиты подушечки усов и украшающий волос, чем у котов.
Плотность шерсти меняется в зависимости от сезона. Наибольшего качества шёрстный покров достигает зимой на 2-3 год жизни животного.
С возрастом возможно потемнение окраса у пожилых кошек

## История
Впервые порода рагамаффин была представлена в 1994 году, а официальное признание получила в 2003 году. Порода была создана в Калифорнии, США.
У истоков создания этой породы стояла та же заводчица, что занималась и созданием родственных им рэгдоллов - американка Энн Бейкер. Изначально создаваемая ею порода кошек со спокойным характером должна была носить название "херувим", но позже  к работе с этими кошками  присоединились другие заводчики и в итоге порода получила название рэгдолл. Бейкер же занялась формированием еще одной породы, чтобы расширить палитру окрасов, так как у рэгдоллов на тот момент уже был  сформирован стандарт и допустимые окрасы. Скрещивание шло с персидскими и гималайскими кошками, а также с большим количеством беспородных кошек, за наличие которых в своей родословной рагамаффины и получили название, в переводе с английского означающее "оборванец". 
В 2000 году  новая порода официально получила статус развивающейся, а в 2003 году была признана федерацией CFA, которая стала первой фелинологической федерацией, признавшей эту породу.
В 2011 году порода рагамаффин получила окончательное признание и стандарты  не только в CFA, но и в Международной фелинологической федерации WCF.

## Отличие рагамаффинов от рэгдоллов
Внешне и по характеру рагамаффины похожи на рэгдоллов, а основным отличием является разнообразие допустимых у рагамаффина окрасов - от белого и черного до шоколадного и коричного, с разнообразными узорами. Также существует заметная разница в строении и цвете глаз. Рэгдоллы обладают глазами овальной формы строго голубого цвета, а рагамаффины имеют округлые глаза, цвет при этом может быть любым.

## Описание
- Туловище — мускулистое, длинное.
- Ноги — средней длины и толщины, мускулистые, задние лапы длиннее передних.
- Лапы — крупные, округлые, с шерстью между пальцами.
- Хвост — длинный, сужающийся к концу, пушистый.
- Шея — короткая, мускулистая.
- Морда — среднего размера, округло-клиновидная, с выдающимися щеками.
- Уши — среднего размера, широко расставленные, с закругленными кончиками.
- Глаза — большие, немного раскосые, овальные.
- Шерсть — средней длины, густая, шелковистая.
- Окрас — любой.
- Группа — длинношёрстные.

## Характер
Рагамаффины спокойные, сообразительные, игривые, ласковые животные. Обычно ладят с другими кошками, а также с собаками и обладают спокойным темпераментом, что делает их отличными домашними животными. Они легко приспосабливаются к жизни в любых условиях и любят находиться на руках у хозяев, не сопротивляются любым действиям человека. Не подойдёт для них только дворовая жизнь, так как эти кошки очень доверчивы и совершенно не пугливы. Они хорошо поддаются дрессировке, что позволяет научить этих кошек немалому количеству интересных трюков, отлично уживаются с детьми и любыми домашними животными, не представляя угрозы для них. Важно помнить, что рагамаффины не умеют защищаться, только прячутся, если чего-то пугаются, поэтому хозяева должны сами обеспечить безопасность этим кошкам. Также у них отсутствуют охотничьи инстинкты, что можно считать плюсом при квартирном содержании, но не стоит рассчитывать на то, что эти кошки станут мышеловами, если взять их в загородный дом. Кошки породы рагамаффин доверчивы и не всегда умеют оценивать опасность, так что выпускать их на свободный выгул не рекомендуется.

## Здоровье
В целом рагамаффины — достаточно здоровые, не нуждающиеся в особом уходе кошки. Беспородные предки передали им устойчивый сильный иммунитет, который и обеспечивает общее хорошее здоровье у всего поголовья.
Однако важно учитывать, что эти кошки, исходя из своего породного стандарта, имеют склонность к ожирению, поэтому важно контролировать рацион и количество пищи, не допуская сильного переедания.
Из-за длины и текстуры шерсти могут возникать трудности с ее естественным выведением из желудка, поэтому необходимо регулярно вычесывать рагамаффинов, а также обязательно давать им специальные пасты, способствующие выведению шерсти из желудка.
Наследственных породных заболеваний немного, но они встречаются. В основном это гипертрофическая кардиомиопатия и наследственный поликистоз почек. Оба эти заболевания выявляются ДНК-тестом, который следует проводить перед планируемой вязкой.

## Содержание и уход
В содержании рагамаффины неприхотливы. Все, что нужно — это минимальный уход за шерстью и сбалансированное питание, при этом лучше использовать профессиональные корма. В еду из натуральной пищи следует обязательно добавлять витаминно-минеральные комплексы и не забывать о специальной пасте для профилактики образования в желудке комков шерсти. Глаза и уши тоже требуют отдельного ухода, как и у всех домашних кошек: их нужно своевременно протирать и чистить.
У рагмаффинов отсутствуют охотничьи инстинкты, что делает их не способными к уличному проживанию, также эти кошки не могут быть мышеловами.